# 모서리 (점성술)
모서리(Angle)는 점성학적 차트에 있어서 네 개의 활동궁의 시작점인 상승점과 중천점, 하강점 그리고 천저점이다.
점성술 차트는 특정 순간의 하늘에 대하여 지구에서 볼 때의 태양의 외견상 경로 즉 황도를 투영하여 닫힌 원의 형태로 만든 도식적인 표현이다. (명왕성을 제외하고) 행성들과 많은 항성들이 천구의 위도에서 태양과 매우 가깝기 때문에 행성의 경도상 위치로 그것들을 그 원에 배치할 수 있다.
지구에서 봤을 때의 그러한 하늘의 지도는 지평선의 위치도 포함하고 있다. 지평선은 하늘에서 가시적인 또는 보이는 부분과 땅의 반대편에서 존재는 하지만 보이지는 않는 부분 사이의 경계이다.
지평선은 천궁도를 수평으로 분할하며 차트의 가장 중요한 모서리를 형성한다. 태양이 동쪽 지평선을 가로지르는 정확한 위치인 상승점은 모든 행성과 많은 항성들이 관측자에게 보이지 않다가 보이게 되는 상승이 나타나는 곳에 있다. 그러함은 지구의 일일 자전은 하늘의 객체들을 동쪽에서 서쪽으로 움직이는 것으로 드러내며, 그것들이 관측자의 눈에서 나타나는 동쪽 지평선에서부터 보이지 않는 하늘로 떨어지는 서쪽 지평선으로 횡단하고 있는 것으로 보이게 만들기 때문이다.
차트에서 매우 중요한 다른 모서리는 (라틴어로 "하늘의 중앙"이라는 뜻의 미디움 코엘리(Medium coeli) 그리고 축약형으로 M.C라고도 표기하는) 중천점이다. 중천점은 하늘에서 태양이 하나의 지평선에서 다른 지평선으로 건너 가는 도중에 이르르는 가장 높은 점 즉 그것의 최고점을 나타낸다. 예를 들면, 새벽의 천궁도에서도 정오점이 표시된다. 지구의 적도에서 그것은 관측자의 바로 위에 있는 황도상의 점이며, 관측자가 북쪽이나 남쪽으로 갈수록 중천점은 낮아지는데, 따라서 적도의 남쪽에서 보면 정오점은 북쪽 하늘에 있게 되며, 적도의 북쪽에서 보면, 그것은 남쪽 하늘에 나타난다.
중천점의 정반대편의 보이지 않는 하늘에 있는 점, 예를 들어 새벽 차트의 자정점은 태양의 최저점 또는 라틴어로 "하늘의 바닥"을 뜻하는 이뭄 코엘리(Imum Coeli, IC)이다. 그것은 네 모서리 가운데 가장 마지막의 것이다.
천궁도에서 모서리들은 개인이나 사건의 의미를 이해하는데 있어서 중대한 역할을 한다. 그리고 차트에서 그것들은 가장 개인화된 부분이기도 하다. (현대 점성술의 실천과 상당부분 밀접하 련이 있는 신지학의 전통에서 파생된) 점성가들은 보이는 부분부터 안보이는 부분까지 고찰한다는 취지로 모서리에 의미와 특징을 부여해오고 있다. 신지학의 점성술은 영적인 것에서부터 유형의 것에 이르는 분명한 사상과 결부되어 있는 만큼, 모서리도 역시 그러한 연관성으로 상징화된다. 어떤 사람들에 의해서 그러한 이론이 무시될 때도 있지만, 버나뎃 브래디의 저술에 따르면, 모든 고대인들에게 있어서 지평선은 신이 땅과 접촉하여 인간의 탄원을 들어줄 수 있는 장소였다고 한다. 그러한 매개체가 없었다면, 영적인 영역과 속세는 아무것도 함께 하지 않았을 것이다. 그러한 이유로, 그 두 가지의 구(球) 사이의 소통을 추구하는 점성술은 분명 세상을 위해 하늘로부터 의미를 끌어낼 수 있는 그러한 연결 장소를 사용한다.
각각의 모서리는 다음과 같다.:
- 상승점
  - 우발적 상승점
  - 적도의 상승점
- 중천점
- 하강점
- 천저점
- 모서리의 하우스
- 연속의 하우스
- 마침의 하우스

## 참고 문헌
1. ^ Bernadette Brady.  Brady's Book of Fixed Stars.  Weiser Books (York Beach, Maine, 1999)  ISBN 1-57863-105-X.